# The Texas Rangers Ride Again
I Texas Rangers cavalcano di nuovo (The Texas Rangers Ride Again) è un film del 1940 diretto da James P. Hogan.
È un western statunitense con Ellen Drew, John Howard e Anthony Quinn.

## Trama
Ellen Dangerfield ritorna nel ranch dei nonni in Texas dopo dieci anni, quando la nonna vedova Cecilia Dangerfield perde tremila capi di bestiame a causa dei ladri. Stufa della riluttanza di suo nipote Carter a rintracciare i ladri, Cecilia fa appello al suo vecchio amico, Ben Caldwalder, dei Texas Rangers, per chiedere aiuto. Per infiltrarsi nei ladri, il Ranger Jim Kingston si pone come un fuorilegge noto come Pecos Kid e viene assunto da Joe Yuma, proprietario della società di imballaggio. Lì, Jim scopre che Joe ha massacrato il bestiame Dangerfield e smaltito le loro carcasse in una fossa di calce. Con il suo partner, Mace Townsley, Jim parte per scoprire chi altro è coinvolto nel sindacato. Quando Palo Pete, uno degli scagnozzi di Yuma, cerca di incastrare Jim per l'omicidio del ranch Jake Porter, Ellen torna ai suoi modi da maschiaccio e prende il suo fucile per difendere il ranch. Quella notte, Yuma e i suoi uomini massacrano più bestiame nel ranch e portano un convoglio di camion alla Portos Packing Company. Mace riesce a inviare un messaggio ai Ranger e loro arrestano Carter, che è sempre stato coinvolto con i ladri. Jim ritorna al ranch per prendere la rubrica di Carter quando Yuma e i suoi uomini attaccano la casa di Dangerfield. I Ranger arrivano per arrestare i ladri, Jim ed Ellen progettano di sposarsi e Ben ordina a Cecilia di sposarlo.